# Heinrich Wilhelm Dahlen
Heinrich Wilhelm Dahlen (* 17. Dezember 1853 in Lorch am Rhein; † 31. März 1904 in Wiesbaden) war ein deutscher Ökonomierat, Publizist und Generalsekretär des Deutschen Weinbauvereins.

## Leben und Leistungen
Nach der Ausbildung an der Höheren Bürgerschule in Wiesbaden und dem Institut Hofmann in Sankt Goarshausen trat er 1871 in das chemische Laboratorium Fresenius in Wiesbaden ein und war von 1873 bis 1875 Assistent bei Ulrich Kreusler und Heinrich Ritthausen an der agrikulturchemischen Versuchsstation in Poppelsdorf. 1876 begann Dahlen eine Anstellung als technischer Beamter am önologischen Institut von Adolph Blankenhorn in Karlsruhe. 1882 wechselte er an die Königliche Lehranstalt für Obst- und Weinbau zu Geisenheim, siedelte aber 1894, wohl wegen seiner Kinder, nach Wiesbaden um.
1876 wurde er Generalsekretär des Deutschen Weinbauvereins, für den er 23 Weinbau-Kongresse und Generalversammlungen ausrichtete sowie 20 Kongressberichte verfasste. Dahlen hatte die Leitung über die deutsche Weinausstellung bei den Weltausstellungen 1893 in Chicago, 1900 in Paris und leitete die Vorbereitungen zur Weltausstellung 1904 in St. Louis. Außerdem arbeitete er an den Vorlagen zum ersten und zweiten Weingesetz (1892, 1901) mit. Am 31. Juli 1897 wurde er in die Deutsche Akademie der Naturforscher Leopoldina aufgenommen.

## Werke (Auswahl)
- Die Weinbereitung. Zugleich als sechster Theil zu Otto-Birnbaum’s Lehrbuch der landwirthschaftlichen Gewerbe. 7. Auflage. Mit 443 in den Text eingedruckten Holzschnitten. Friedrich Vieweg und Sohn, Braunschweig 1882.
- Karte und Statistik des Weinbaues im Rheingau und sämmtlicher sonstigen Weinbau treibenden Orte im Gebiete des vormaligen Herzogthumes Nassau, sowie der großherzoglich hessischen Gemeinden Kastel und Kostheim. Victor v. Zabern, Mainz 1885, urn:nbn:de:0128-1-3263.
- Deutsche Weine und Weinbau-Stätten. Philipp v. Zabern, Mainz 1894, urn:nbn:de:0128-1-20238.